# 丘雷姆河

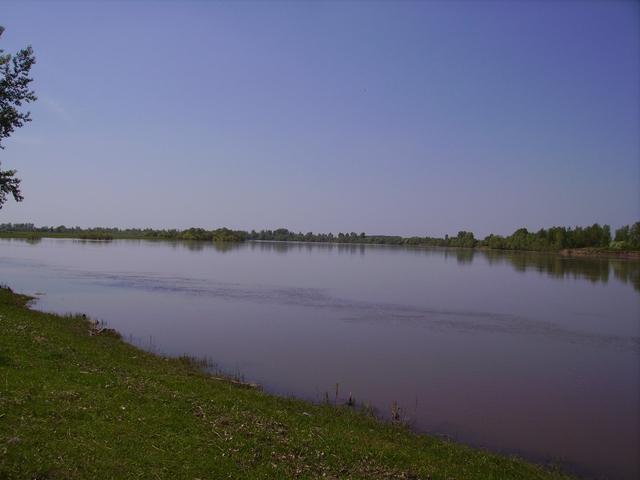
丘雷姆河

丘雷姆河（又译楚利姆河）是俄羅斯的河流，流经哈卡斯共和国、克拉斯諾亞爾斯克邊疆區、克麦罗沃州、托木斯克州，屬於鄂畢河的右支流，河道全長1,799公里，流域面積134,000平方公里，河畔城鎮有納扎羅沃、阿欽斯克和阿西諾。

## 歷史
瑞典探險家Johan Peter Falk記錄18世紀楚利姆河地區的狩獵採集人沿河居住。